# Ko Tao

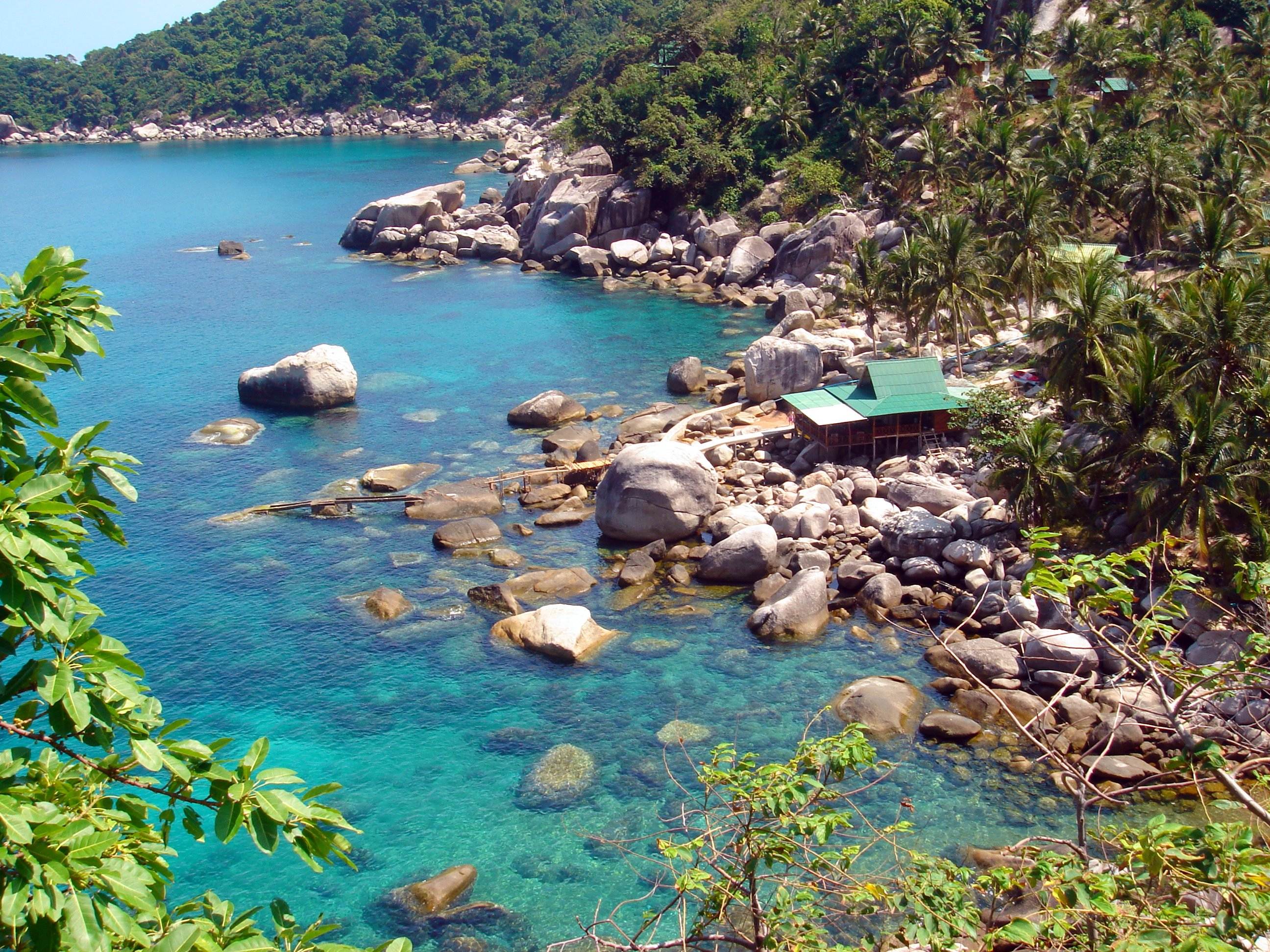
Baía de Hing Wong em Koh Tao

Ko Tao ou Koh Tao (เกาะเต่า; RTGS: kotao; AFI: /kɔ̀ʔ tàw/; lit.: "Ilha Tartaruga") é uma ilha da Tailândia que faz parte do  arquipélago de Chumphon, na parte ocidental do golfo da Tailândia. Administrativamente é um subdistrito (tambon) do distrito (amphoe) de Ko Pha Ngan da província de Surat Thani. Tem cerca de 21 km² e em 2006 tinha 1 382 habitantes oficialmente,[carece de fontes?] mas há milhares de imigrantes birmaneses (5 000 segundo algumas estimativas).
A principal localidade da ilha é Ban Mae Hat. A economia local é baseada quase exclusivamente no turismo, especialmente no mergulho.

## História
Durante muito tempo a ilha era desabitada, sendo frequentada ocasionalmente por pescadores das ilhas vizinhas que ali procuravam abrigo de tempestades ou ali descansavam. Pelo que se vê em mapas antigos e descrições, Ko Tao era conhecida pelos cartógrafos e marinheiros europeus como "Pulo Bardia", o que indica que etria sido inicialmente povoada por povos malaio-polinésios. Os mapas antigos mostram uma cadeia de três ilhas alinhadas na direção norte-sul situadas ao largo da costa oriental da península da Malásia. A ilha mais a norte e mais pequena está marcada com o nome P. Bardia, usado até ao início da década de 1900. Um dos melhores exemplos desse mapa aparece no The English Pilot, the Third Book, de John Thornton, publicado em 1701, mas cujo mapa do golfo do Sião é de c. 1677. Outro exemplo são os mapas da Índias Orientais de William Dampier c. 1697.[carece de fontes?] Pelos padrões modernos, as ilhas estão muito mal posicionadas nos mapas antigos; a medição da latitude na navegação e cartografia do século XVII era feita com recurso ao quadrante de Davis, cuja precisão naquela região não ia além de um grau ou 60 milhas (111 km).[carece de fontes?]
The Edinburgh Gazetteer or Geographical Dictionary, publicado em 1827, também mencionada a ilha e a sua localização. No seu livro de 1852 Narrative of a Residence in Siam, Frederick Arthur Neale descreve os habitantes e a vida selvagem em Bardia; segundo ele havia quintas e até vacas numa aldeia da baía situada no lado ocidental da ilha. Este livro tem uma ilustração de Bardia onde se vêm cabanas e palmeiras.
Em 1801, Joseph Huddart dava as seguintes instruções para navegar até às ilhas: «Para noroeste por norte há duas ilhas com aproximadamente a mesma altura que Poolo Carnom [Ko Samui]; a primeira, chamada Sancory [Ko Pha Ngan], fica a 7 léguas de Carnom; a outra [...], chamada Barda ou Bardia [Ko Tao], fica a 7,5 léguas de Sancory» (neste contexto, a légua é aproximadamente 5,5 km).
A 18 de junho de 1899, o rei Chulalongkorn visitou Ko Tao e deixou o seu monograma num enorme rochedo na baía de Jor Por Ror, perto da praia de Sairee, um local que ainda é adorado atualmente. Em 1933 a ilha começou a ser usada como prisão política. Em 1947, o então primeiro-ministro Khuang Abhaiwongse pediu o perdão real de todos os prisioneiros na ilha, o que foi concedido. Toda a gente que vivia em Ko Tao foi levada para a costa de Surat Thani e a ilha foi novamente abandonada. Na década de 1980 a ilha começou a ser visitada por viajantes estrangeiros e tornou-se rapidamente um destino popular, ficando conhecida nos anos 1990 como local de mergulho.[carece de fontes?]

## Ambiente
A ilha é um local importante para a reprodução da tartaruga-de-pente (Eretmochelys imbricata) e da tartaruga-verde (Chelonia mydas). O desenvolvimento turístico tem tido impactos negativos na preservação desses habitats, mas um programa de reprodução organizado em 2004 pela Marinha Real Tailandesa e pelo KT-DOC, um consórcio de centros de mergulho locais, reintroduziu centenas de tartarugas junvenis no ecossistema da ilha.[carece de fontes?]
O Chumpon Pinnacle, um local de mergulho a oeste de Ko Tao, é conhecido pelos mergulhadores que procuram tubarões-baleia (Rhincodon typus) e tubarões-cabeça-chata (Carcharhinus leucas). No entanto, devido ao aumento da temperatura da água a partir do início da década de 2010, numerosos tubarões-cabeça-chata migraram para águas mais frias. Na ilha encontram-se mais de 130 espécies de corais-pétreos e mais de 223 espécies de peixes de recife de 53 famílias.
As condições de mergulho melhoraram significativamente nos últimos anos graças à educação dos locais pela comunidade de mergulhadores. Os padrões climáticos do El Niño de 1997 causaram um aumento da temperatura da água do mar que provocou a perda de grande parte dos corais pouco profundos perto da ilha, mas a recuperação foi rápida e significativa e Ko Tao tem alguns dos melhores locais de mergulho do golfo da Tailândia. e as perspetivas ambientais da ilha estão a melhorar com a ajuda do grupo de conservação local Save Koh Tao.
Por ser um dos destinos de mergulho mais populares do mundo, os efeitos negativos do mergulho na saúde dos recifes de coral em volta de Ko Tao têm tido mais atenção. Fatores naturais combinados com o sobreuso em algumas áreas levou ao aumento da abundância de espécies coralívoras como búzios do género Drupella e coroas-de-espinhos (Acanthaster planci) em redor da ilha no início da década de 2010. Em 2012 foi criado um plano mestre de regulamentação e zoneamento marinho para Ko Tao que se tornou lei, mas em 2015 ainda não se notavam os seus efeitos positivos.
O turismo e o desenvolvimento da ilha cresceu constantemente nas últimas décadas, frequentemente a um ritmo mais que as infraestruturas públicas estão longe de acompanhar. As faltas de eletricidade e de água potável são comuns e a gestão de resíduos sólidos e líquidos é inadequada. Em 2017 eram produzidas cerca de 42 000 toneladas de resíduos sólidos anualmente em Ko Tao, que resultavam num monte de lixo com 45 toneladas, enquanto a incineradora de lixo permanecia parada.

## Turismo

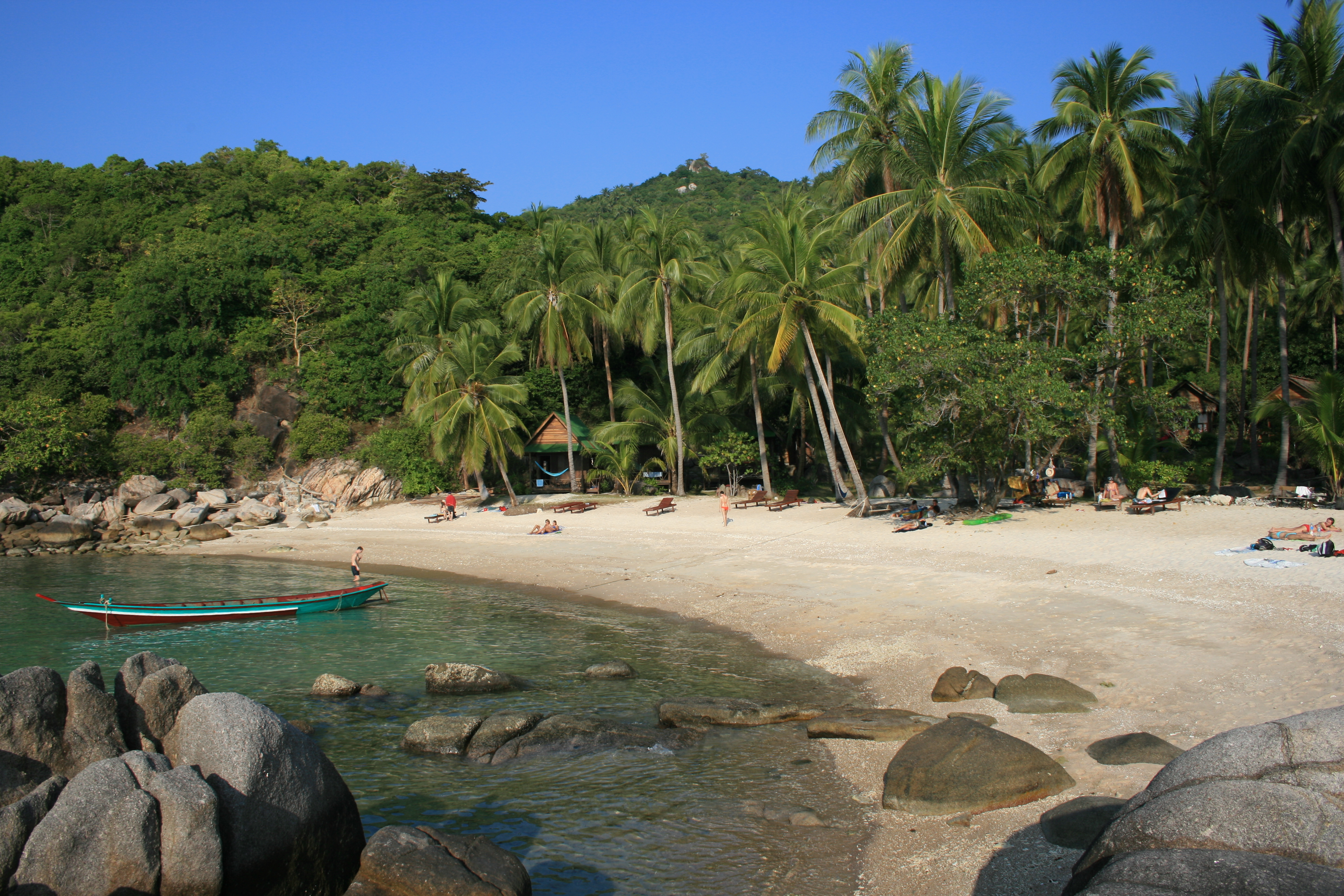
Praia de Sai Nuan

Ko Tao é um dos destinos turísticos mais populares da Tailândia. Não obstante o jornal Bangkok Post apresentar números muito contraditórios em relação aos visitantes anuais (132 000 ou três milhões), é certo que recebe imensos turistas. A ilha é muito conhecida principalmente para as atividades de mergulho e snorkeling, mas também de caminhada, escalada e bouldering. O local turístico mais popular é Sairee, na costa ocidental, onde há uma praia de areia branca com 1,7 km interrompida apenas por alguns grandes rochedos escarpados onde estão dispersos alguns hotéis e restaurantes de gama média. Chalok Baan Khao, no sul da ilha, tem-se vindo a tornar cada vez mais popular como alternativa para fugir às multidões. O elevado número de grandes rochedos, quer nas florestas quer nas praias de Ko Tao, atraem cada vez mais escaladores.[carece de fontes?]
Ko Tao está menos desenvolvido do que as vizinhas Ko Samui e Ko Pha Ngan, mas tem-se tornado cada vez mais popular, especialmente entre mochileiros jovens que procuram as certificações de mergulho relativamente baratas. No início da década de 2010 assistia-se a um aumento da idade média dos turistas, com muitos deles que tinham visitado a ilha pela primeira vez 10 anos antes voltando com as suas famílias.[carece de fontes?] A maior parte dos empregados no turismo são imigrantes birmaneses, cujo número ascende a 5 000 segundo algumas estimativas. Uma parte considerável das escolas de mergulho, alojamentos e bares pertencem a uma só família tailandesa.
A morte e desaparecimento de vários turistas, incluindo assassinatos e alegados suicídios, principalmente desde 2014, provocou que surgissem conselhos para os turistas evitarem a ilha.

## Transportes

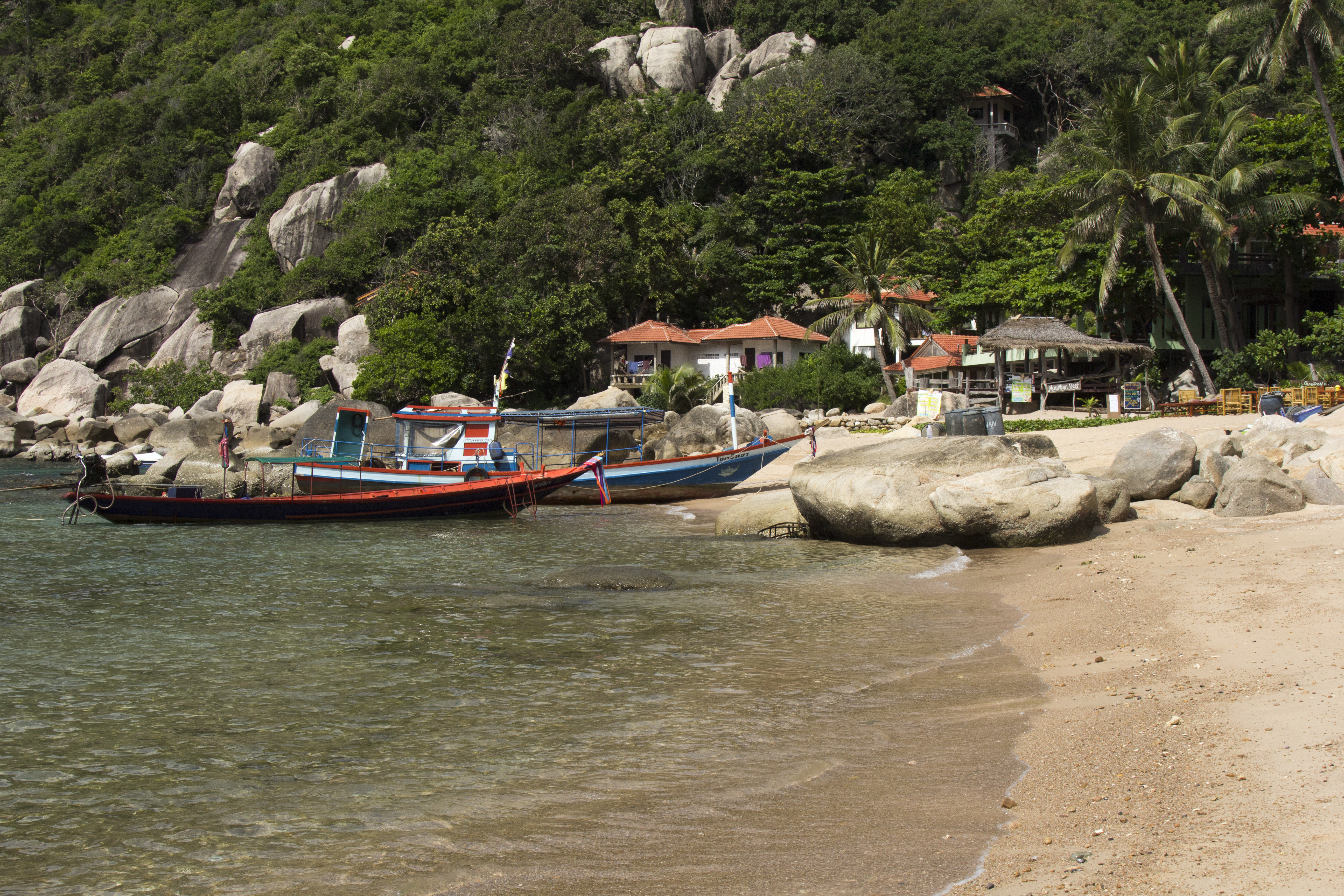
Praia de Tanote

As estradas da ilha são básicas e em geral estão em mau estado. As motocicletas são o principal meio de transporte, mas os turistas são aconselhados a terem cuidado a conduzi-las devido a serem a principal causa de ferimentos em turistas.[carece de fontes?]
Há quatro empresas de ferryboats com serviços para Ko Tao: Lomprayah, Seatran, e Songserm. As travessias de e para Surat Thani demoram 4 horas (durante o dia) e 9 horas (as noturnas); de Chumphon 1,5 a 3 horas e 7 horas; de Ko Samui aproximadamente 2,5 horas e de Ko Pha Ngan entre 1,5 e 2 horas. Todos os ferryboats atracam em Ban Mae Haad.[carece de fontes?]
Não há aeroporto na ilha, mas há ligações com catamarãs de alta velocidade e ferryboats aos aeroportos de Chumphon (IATA: CJM), Ko Samui (USM) e Surat Thani (URT). Em Chumphon também há ligações com a rede ferroviária tailandesa.[carece de fontes?]